# Tommen Baratheon
Tommen Baratheon es un personaje ficticio de la saga Canción de hielo y fuego del escritor George R.R. Martin. Tommen asciende al Trono de Hierro tras la muerte de su hermano mayor, e inmediatamente se convierte en el títere de los que manejan el poder en la sombra; primero de su abuelo, Lord Tywin Lannister, y después de su madre, Cersei Lannister.
Si bien en la obra escrita posee un papel secundario, su importancia y apariciones incrementan en la adaptación televisiva, Game of Thrones, donde es interpretado por el actor Callum Wharry en las dos primeras temporadas y por Dean-Charles Chapman de la cuarta en adelante.

## Concepción y diseño
Tommen es representado como el hijo menor del rey Robert Baratheon y de la reina Cersei Lannister, aunque al igual que sus hermanos es fruto del incesto de Cersei y su hermano Jaime Lannister. Su personalidad y acciones son narrados desde el punto de vista de otros personajes, como la propia Cersei, Tyrion Lannister o Sansa Stark.
Supeditado al rol de hijo segundón, Tommen se convierte en Rey de los Siete Reinos tras la muerte de su hermano mayor Joffrey. A diferencia de su hermano, Tommen es un niño inocente, caprichoso y de naturaleza amable cuya mayor afición es cuidar de sus gatos y jugar a ser caballero. Su madre teme que esto convierta a Tommen en un rey influenciable y débil, por lo que trata de endurecerle mediante disciplina y autoridad. Esto convierte a Tommen en una simple figura de paja, un títere, en manos de dos familias, los Lannister y los Tyrell, que desatan una lucha de poder por ser el gobierno en la sombra.
En la adaptación televisiva, Tommen es representado con una mayor edad que en la saga escrita, aunque sigue conservando la naturaleza cándida e influenciable que posee en su contraparte.

Puede ser el primer rey que se sienta en el Trono de Hierro en 50 años que realmente lo merezca.
Cersei Lannister hablando con Margaery Tyrell acerca de Tommen

## Historia
A lo largo de la saga queda implícito que Tommen sufrió abusos psicológicos por parte de su hermano mayor Joffrey, el cual se burlaba del carácter bonachón y sensible de Tommen. Una de las anécdotas que el personaje de Tommen cuenta a lo largo de la obra es que cuando era pequeño adoptó un cervatillo, el cual Joffrey despellejó por pura crueldad.

### Juego de tronos
Tommen es parte de la comitiva real que parte a Invernalia cuando Robert Baratheon acude a nombrar a su viejo amigo Eddard Stark como Mano del Rey. Tommen traba amistad con Bran Stark, con quien se divierte jugando con espadas.

### Choque de reyes
Tommen es uno de los pocos que recibe con calidez a Tyrion Lannister cuando este se convierte en Mano del Rey en funciones.
Debido a que las revueltas entre la población de Desembarco del Rey cada vez son más frecuentes, Cersei decide enviar a Tommen bajo la custodia de Lord Gyles Rosby a su bastión de Rosby. Tyrion se había enterado de los planes de su hermana, así que envía a Ser Jacelyn Bywater con una expedición para capturar a Tommen y ponerlo bajo su custodia. Tyrion amenaza entonces a Cersei con hacerle daño en el caso de que ella se lo haga a Alayaya, una prostituta que Cersei creía que era la amante de Tyrion.
Tommen regresa a la Fortaleza Roja tras la Batalla del Aguasnegras, cuando Tyrion deja de ser la Mano del Rey en funciones.

### Festín de cuervos
El rey Joffrey Baratheon será envenenado durante su banquete nupcial, de ese modo, Tommen se convierte en Rey de los Siete Reinos y se compromete con Margaery Tyrell, la joven viuda de su hermano mayor. Tras su coronación, los poderes de Tommen son meramente nominales; primero ejerce la Regencia su abuelo, Lord Tywin Lannister, y tras su muerte comienza a ejercerla su madre Cersei. Tommen también contrae matrimonio con Margaery en una ceremonia más austera, en contraposición con la que había tenido su hermano.
Como rey, la principal afición de Tommen es poner el sello real en los documentos y practicar las artes de la caballería con Ser Loras Tyrell, el hermano de su esposa, mientras su madre ejerce las decisiones de gobierno y controla el Consejo Privado. 
Cersei empieza a creer que los Tyrell están ejerciendo una influencia desmedida en su pequeño e inocente retoño, de modo que trama toda una conspiración para acabar con Margaery y con Ser Loras. Primero urde un complot para acusar a Margaery de incesto y adulterio, a la vez que envía a Ser Loras a dirigir el asalto contra la isla de Rocadragón.

### Danza de dragones
Tommen permanece recluido en la Fortaleza Roja de Desembarco del Rey mientras el Consejo Privado toma todas las decisiones de gobierno. Cersei será apresada por la Fe de los Siete acusada de los cargos de incesto, asesinato y traición, por lo que pierde su cargo de Regente y tiene que caminar desnuda desde el Gran Septo de Baelor hasta la Fortaleza Roja. Su tío-abuelo Kevan Lannister asume entonces la Regencia.

## Adaptación televisiva
Tommen Baratheon es interpretado por el actor Callum Wharry en la primera y segunda temporada, teniendo una importancia menor dentro de la serie y siendo un personaje omitido en la tercera temporada.
En la cuarta temporada, el actor Dean-Charles Chapman hace su debut interpretado a Tommen en el episodio «El león y la rosa».

### Cuarta temporada
Tommen está presente en los sucesos de la «Boda Púrpura», donde asiste a la muerte de su hermano Joffrey (Jack Gleeson). Su asesinato convierte a Tommen en el nuevo Rey de los Siete Reinos.
Tommen es comprometido con Margaery Tyrell (Natalie Dormer), la viuda de su hermano mayor. Margaery trata de ganarse la confianza de su nuevo joven prometido, mientras su madre, la reina Cersei Lannister (Lena Headey), se opone a que los Tyrell ganen influencia sobre su ingenuo e influenciable retoño.

### Quinta temporada
La Mano del Rey, Lord Tywin Lannister, es asesinado a manos de su hijo Tyrion. El Consejo Privado es entonces encabezado por Cersei, la cual afirma que Tommen escogerá a su Mano del Rey cuando cumpla la mayoría de edad. Cersei usurpa a su hijo las tareas de gobierno, nombrando a Qyburn como Consejero de los Rumores y ofreciendo a Kevan Lannister (Ian Gelder) el puesto de Mano, que él rechaza no queriendo ser una marioneta de Cersei.
Tommen y Margaery se casan finalmente, en una ceremonia mucho más discreta que la que tuvo Margaery con el difunto Joffrey. Margaery trata de persuadir a su nuevo esposo de que se deshaga de su madre enviándola a Roca Casterly.
Cersei trama entonces toda una conjura contra los Tyrell, aupando al Gorrión Supremo (Jonathan Pryce) para que encabece un juicio contra Loras Tyrell (Finn Jones) acusándole de sodomía; la propia Margaery es también arrestada al cometer perjurio negando los actos de su hermano. Tommen culpa a Cersei de las acciones del Gorrión Supremo, pero se da cuenta de que está atado de pies y manos, pues gracias a Cersei, la influencia y poder del Gorrión Supremo le convierte en, prácticamente, intocable.
Cersei manipula a Tommen para que la deje encargarse del Gorrión Supremo, lo que termina causando que la propia Cersei sea arrestada acusada de traición, incesto y adulterio. Tommen observa impotente cómo Cersei es desnudada y paseada ante la multitud de Desembarco del Rey.

### Sexta temporada
Tommen recibe en Desembarco del Rey la noticia de la muerte de su hermana Myrcella. Se siente impotente por no poder proteger a su esposa y a su madre, a la cual ordena encerrar en la Fortaleza Roja por órdenes del Gorrión Supremo. Tommen se disculpa ante su madre por ello y desea ser más fuerte para poder enfrentarse a la Fe Militante.
Tommen acude a ver al Gorrión Supremo exigiéndole que permita a Cersei ver el cadáver de Myrcella, pero éste se niega, y Tommen comienza a sentirse influenciado por las palabras que le dice. Tommen y su Consejo Privado acuerdan colaborar con el Gorrión Supremo, en virtud de no perjudicar a la reina Margaery.
Gracias al Gorrión Supremo, Tommen accede a visitar a Margaery, la cual confiesa sus pecados y su arrepentimiento. Tommen decide entonces «unir» a la Corona con la Fe de los Siete, justo cuando Jaime Lannister (Nikolaj Coster-Waldau) se disponía a asaltar el Gran Septo de Baelor con un ejército Tyrell. Por ello, Tommen despoja a Ser Jaime de su cargo de Lord Comandante de la Guardia Real y lo envía a liderar el asalto contra Aguasdulces.
Tommen proclama que el juicio contra Ser Loras y Cersei será un juicio a cargo de siete septones, inhabilitando el juicio por combate. 
Tommen se prepara para acudir al Gran Septo de Baelor para asistir al juicio, pero es detenido por Ser Gregor Clegane (Hafþór Júlíus Björnsson). Desde su ventana, Tommen observa cómo el Gran Septo es destruido, matando a todos los asistentes (incluyendo a Margaery y al Gorrión Supremo). En estado de shock, Tommen se despoja de su corona y con gran pasividad salta desde su ventana, suicidándose.
Su cuerpo es mostrado por Qyburn a Cersei, la cual contempla con frialdad cómo ha muerto el único hijo que le quedaba, ordenando que su cuerpo sea incinerado y sus cenizas arrojadas al Gran Septo de Baelor para estar con su abuelo y sus hermanos.